# Годичные кольца

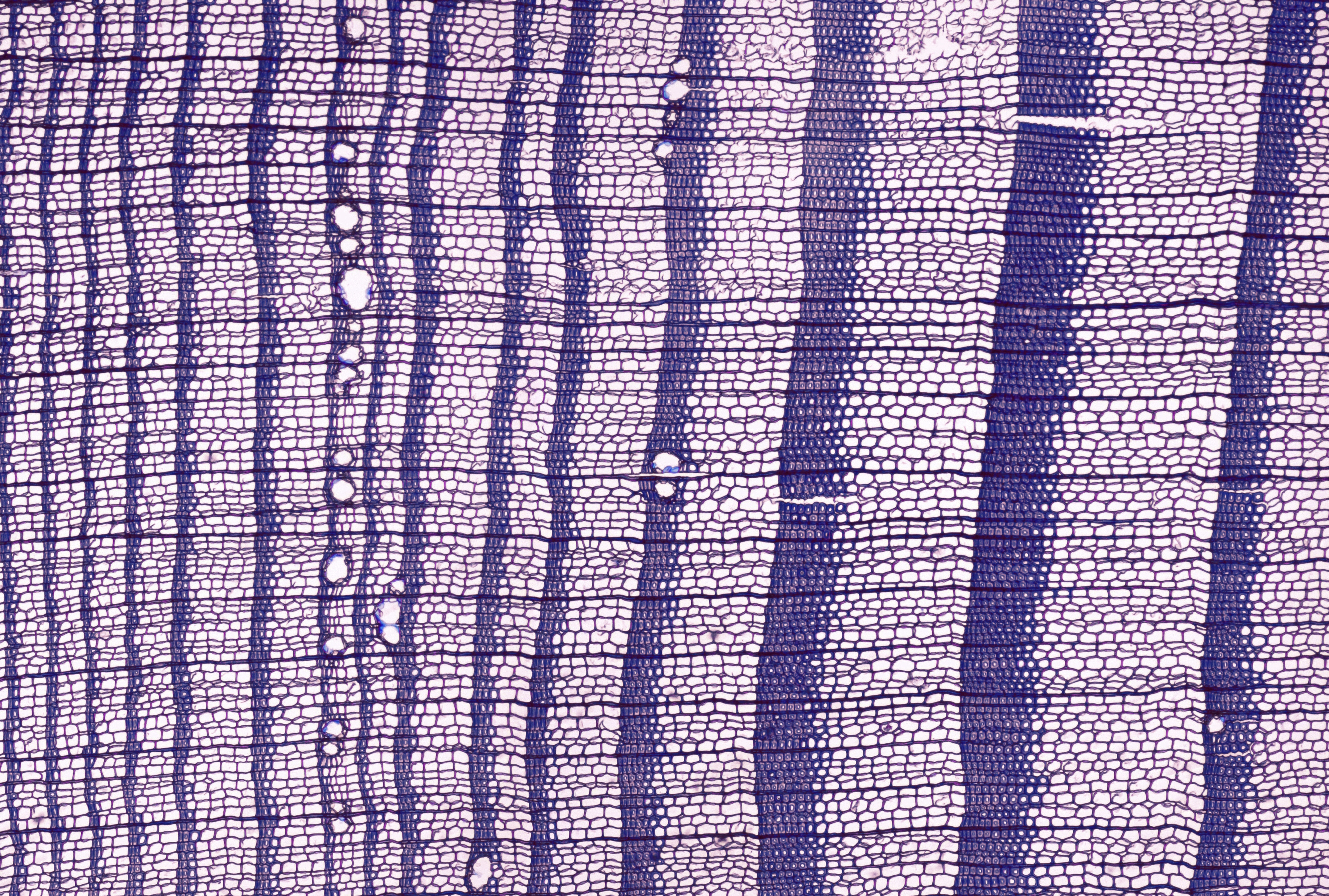

Годи́чные ко́льца, также годовы́е кольца, годовые слои́ — области цикличного прироста тканей у некоторых видов растений, грибов и животных, обусловленных неравномерностью развития организма.
Изучением и анализом годичных колец деревьев занимается наука дендрохронология.

## Растения

Рост колец

По количеству колец на спиле судят о возрасте дерева. В исключительных случаях количество колец может не совпадать с настоящим возрастом.
Умеренный климат влечёт к легко разделимым кольцам, тогда как в тропиках они неотличимы[уточнить].
Каждое кольцо состоит из двух частей.
В первой половине вегетации (весенняя) больше откладывается проводящей ткани (тонкая, рыхлая, внутри), а во второй (летом и осенью) — механических (толстая, твёрдая, снаружи).
Тропические растения (например драконово дерево) годичных колец не образуют, так как растут круглый год.

### Ширина колец
Ширина каждого кольца может косвенно указывать на климат того времени.
Установлены следующие закономерности:
от таксона
от возраста
постепенно расширяются, затем — сужаются
от происхождения
от предков — широкие слои; из семян — развивает узкие слои
от плодоношения
сужение колец до 2-х раз
от освещения
у хорошо освещённого дерева кольца широкие с солнечных сторон, а в густом лесу — сравнительно узкие; для дерева на окраине леса можно определять его направление к лесу по направлению узких колец
от широты и высоты
на крайнем севере или высокогорье — узкие кольца
от почв и климата
неблагоприятные условия утоньшают кольца
По ширине колец устанавливают характер будущей рубки

### Ложные кольца
один вегетационный период — два кольца
при повреждении листьев поздними заморозками, градом или насекомыми развиваются новые листья, взамен повреждённых
один вегетационный период — без кольца
более редкий случай, при недостаточном питании либо при подрезке кроны

## Животные
Годичные кольца животных также наблюдаются в тех тканях и скелетных структурах, которые растут непрерывно, но при этом подвергаются воздействию перепадов температуры при смене сезонов года. К ним относится чешуя рыб, раковины моллюсков, рога и клювы различных животных, плоские кости черепов земноводных, пресмыкающихся и рыб, когти, тонкие кости млекопитающих и птиц, зубы и плавники некоторых рыб.